# Jugodina dictyoohoroides
Jugodina dictyoohoroides är en insektsart som beskrevs av Heinrich Christian Friedrich Schumacher 1915. Jugodina dictyoohoroides ingår i släktet Jugodina och familjen sporrstritar. Inga underarter finns listade i Catalogue of Life.